# NGC 7066
NGC 7066 (również PGC 66747 lub UGC 11741) – galaktyka spiralna (Sb), znajdująca się w gwiazdozbiorze Pegaza. Odkrył ją Lewis A. Swift 31 sierpnia 1886 roku.